# Квитанція
Квитанція (лат. quitancia) — фінансовий документ, розписка в офіційній формі встановленого формату про прийом грошових коштів, будь-яких документів, цінностей тощо. У техніці передачі даних — сигнал, що підтверджує прийняття інформації.

## Види квитанцій
- Багажна квитанція — первинний обліковий документ для оформлення перевезення багажу громадським транспортом[2];
- Вантажна квитанція — документ, який засвідчує прийняття органом залізничного або внутрішнього водного транспорту того чи іншого вантажу до перевезення. Є також розпискою перевізника про те, що він прийняв товарно-матеріальні цінності. Така квитанція складається тільки на ім'я певного вантажовідправника. У разі втрати вантажу квитанція дає право пред'явлення до перевізника страхових претензії, а також позову[3];
- Докова квитанція — документ, що засвідчує відправку будь-якого вантажу[4];
- Касовий чек — особливий вид квитанції, документ, який друкується на спеціальній стрічці касовою машиною, що є фіскальним документом, тобто стосується сплати податків.
- Квитанція про отримання грошових коштів — документ в офіційній формі встановленого формату, який видається тим чи іншим підприємством, організацією або установою будь-якого платника коштів та підтверджує суму внесених клієнтом грошей в касу за будь-яку послугу, сплату податків і оборотів, повернення авансів, а також інших грошових платежів[5];
- Квитанція про наявність цінних паперів на зберіганні — квитанція того чи іншого банку, яка підтверджує, що дані тієї чи іншої акції дійсні і належать безпосередньо клієнтові[6];
- Парцельна квитанція — спеціальний провізний документ, який замінює коносамент в тих випадках, коли перевозяться цінні вантажі дрібними партіями (тобто парцельні вантажі)[7];
- Товароскладська квитанція — документ, який видається власниками того чи іншого складу безпосередньо власникові вантажу; він описує посвідчення прийняття вантажу для зберігання. Така квитанція складається з двох частин: складського свідоцтва, а також складського варанта (документа про отримання вантажу, який видається тим чи іншим керуючим складом особі, що помістила ті чи інші товари на склад). У документі також вказується найменування товарів. Використовується в якості заставного свідоцтва[8];
- Картка-квитанція ( QSL-картка ) — письмове підтвердження проведеного сеансу радіозв'язку[9].